# Bulbophyllum singaporeanum
Bulbophyllum singaporeanum är en orkidéart som beskrevs av Rudolf Schlechter. Bulbophyllum singaporeanum ingår i släktet Bulbophyllum och familjen orkidéer. Inga underarter finns listade i Catalogue of Life.